# Fritura

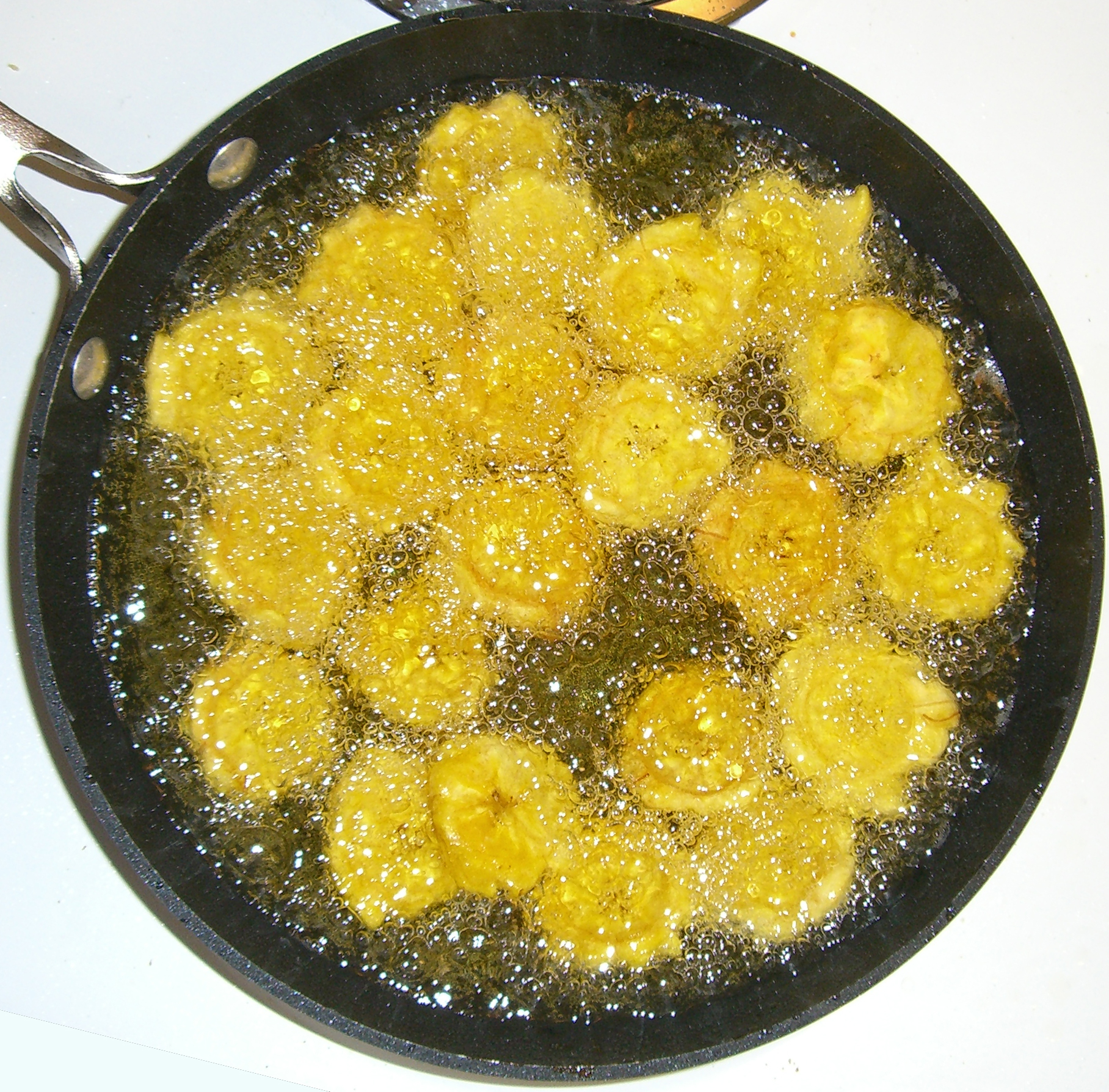
Fritura de plátanos en aceite vegetal.

La fritura es un tipo de cocción seca, en la cual el alimento se somete a una inmersión rápida en un baño de grasa o aceite a temperaturas altas, de entre 150 y 180 °C. El término también se aplica al alimento resultante, que queda seco, crujiente y dorado.

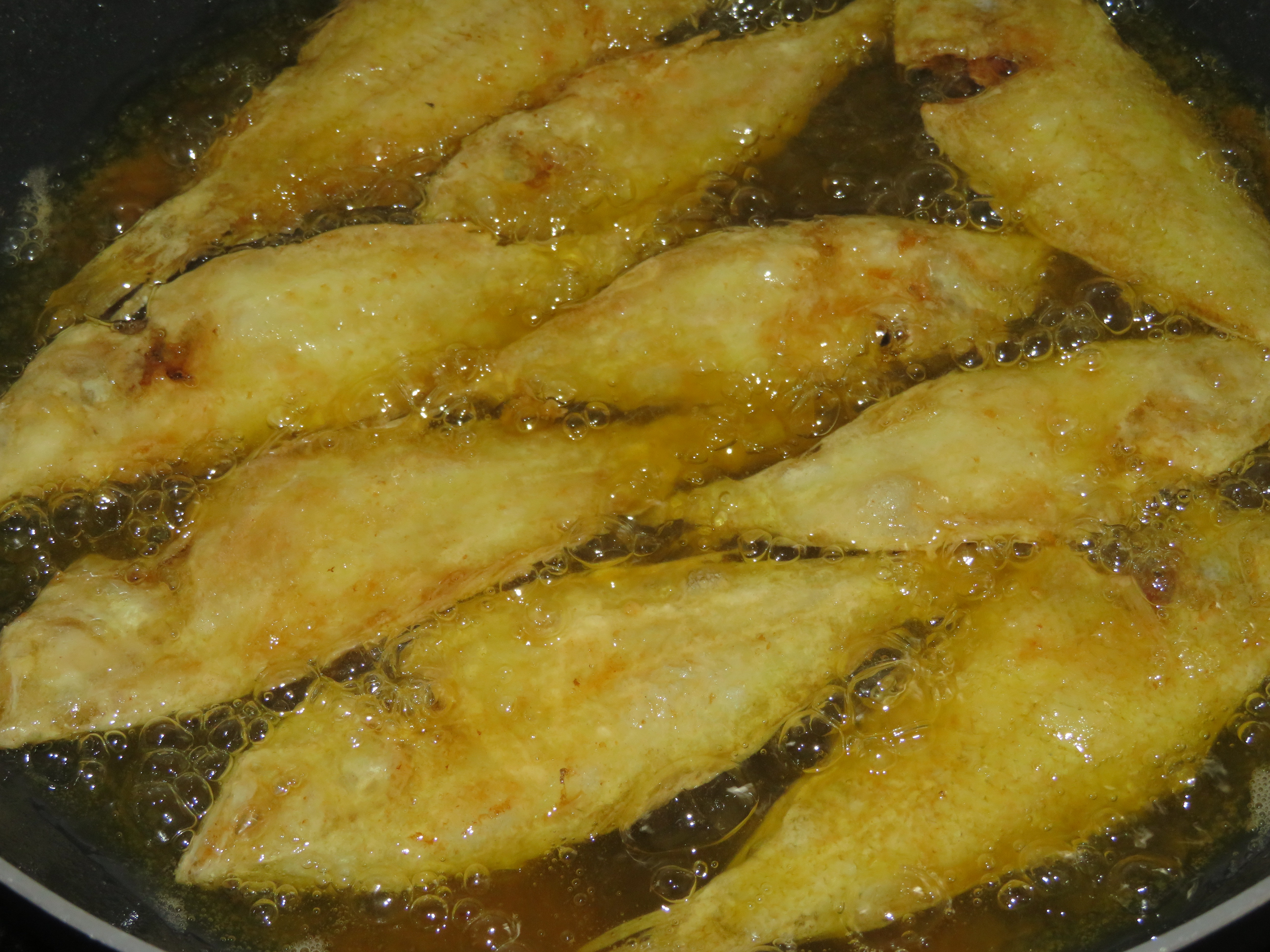
Friendo palayas

A esta acción se le denomina freír. El uso de la forma verbal «fritar» está limitado regionalmente.

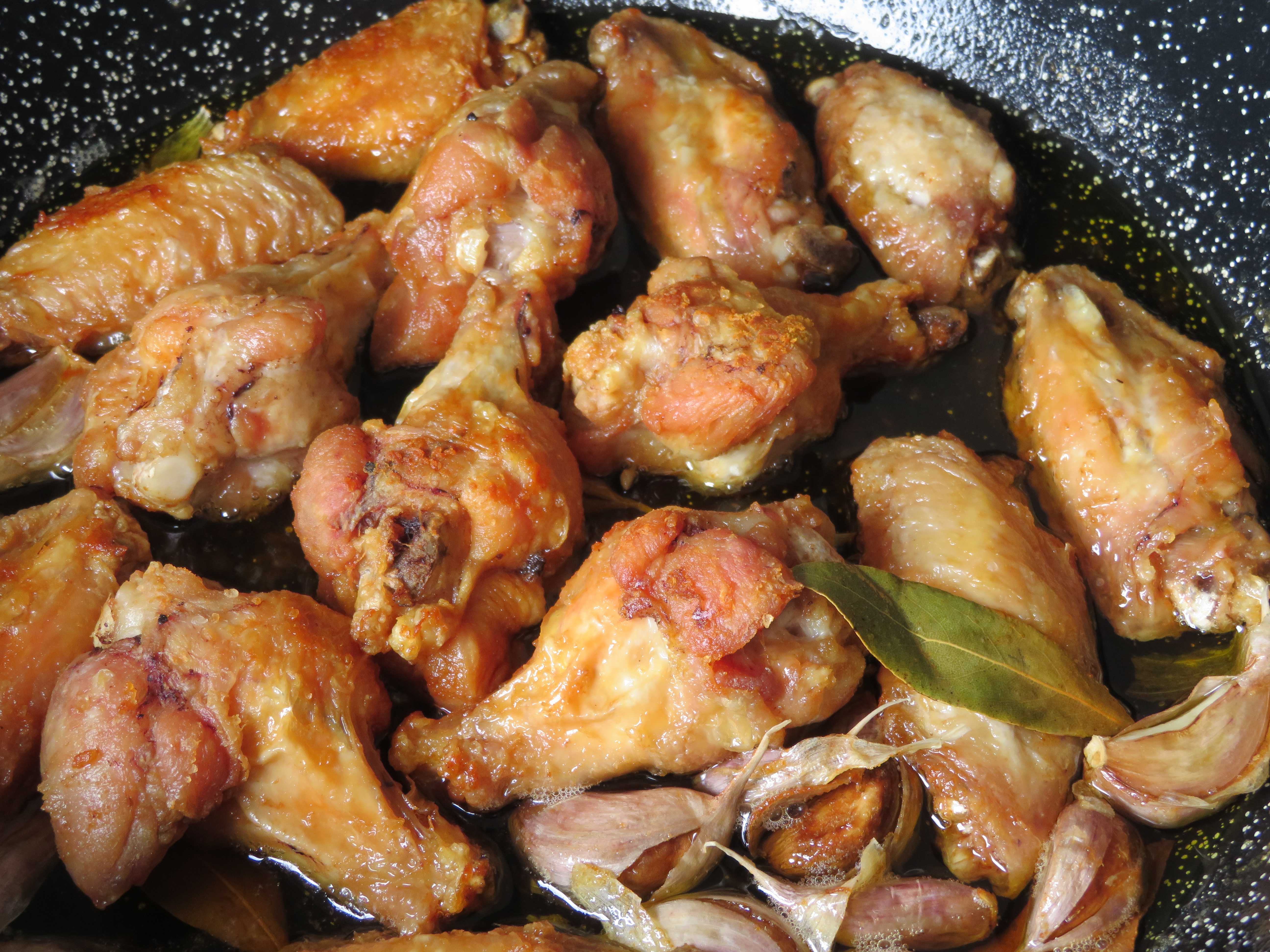
Alitas de pollo fritas (España)

## Características
En primer lugar, si no lo estuviesen, se deben secar los alimentos, ya que el agua (que se evapora a 100 °C a una atmósfera de presión) disocia la grasa. Además hace que la grasa salpique en el momento de sumergirlos, lo que puede producir quemaduras.
Los alimentos que contienen almidón, azúcar o albúmina se pueden sumergir directamente en la grasa. En este grupo encontramos las patatas, huevos (en la clara), pescaditos, plátanos y las pastas brioche y choux, ambas tanto si tienen o no, otro alimento dentro. Los demás alimentos es conveniente cubrirlos con alguna capa que los aísle, como los empanados y rebozados, que deberán ser más gruesos cuanta más agua contenga el alimento en cuestión.
Los pescados, tanto enteros, como en rodajas, se suelen pasar salar y enharinar  o remojar en leche fría, a continuación se salan y empanan y se elimina el excedente. El resto de animales marinos, como gambas, calamares, etc., se suelen rebozar con una mezcla pastosa de harina y agua o cerveza (a la romana), o bien los moluscos, incluidos cepalópodos se hacen como el pescado y los crustáceos pueden no enharinarse.
Las verduras y frutas, al contener mucha agua es conveniente sellarlas muy bien con alguna pasta como las antes nombradas, brioche y choux. Aunque también se pueden obtener buenos resultados con rebozados como la tempura. Para obtener resultados óptimos es necesario que los alimentos no sean demasiado grandes, así pues las patatas se suelen cortar en bastones o en láminas, las verduras y frutas en rodajas y el resto de alimentos en tamaño de bocado o algo superior. Se hace con el propósito de que el calor llegue al centro del alimento antes de que la superficie empiece a tomar demasiado color.

## Propiedades nutritivas
El cocinado en aceite hace que el rebozado se empape en aceite o grasa, haciendo que el alimento tenga un alto contenido de calorías. Además, por las altas temperaturas, el aceite se desnaturaliza, por lo que la grasa es de peor calidad. Sin embargo, tiene la ventaja de que el proceso de cocción es mucho más rápido y se produce una menor pérdida de vitaminas. Este es el caso de las patatas fritas que tienen más vitaminas que las cocidas. Las patatas son un alimento muy apropiado para freír. Mantienen el aceite a una temperatura mucho más baja que los rebozados y no dejan migas que se carbonizan generando productos tóxicos, como los benzopirenos o la acrilamida. Estas migas son apreciables a la vista al freír rebozados o filtrar el aceite, dando una mala estética además de ser perjudiciales para la salud.

## Tipos de frituras

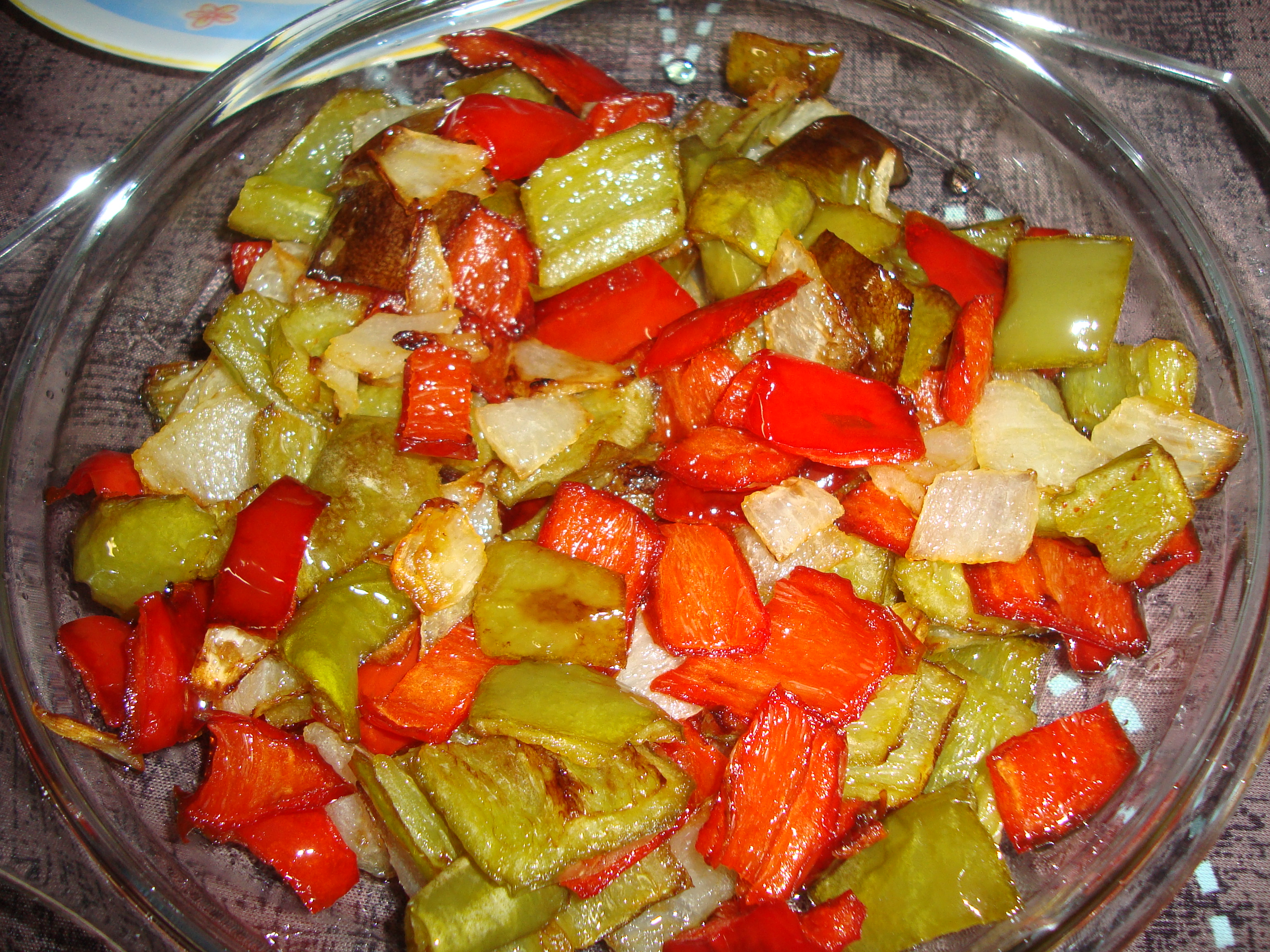
Fritada de verduras (cebolla y pimientos rojos y verde).

Aunque a menudo estos tres términos se utilizan indistintamente (especialmente los dos primeros), hablando con propiedad se refieren a formas distintas de cocinar alimentos fritos. Así, según el libro La cocina española antigua, escrito por Emilia Pardo Bazán en 1913, los fritos son manjares que se preparan «con arte y regularidad» para la sartén (como churros, buñuelos o croquetas, es decir, las denominadas frutas de sartén); las frituras serían platos en los que el alimento protagonista se prepara de forma sencilla de modo que siga siendo reconocible (es el caso del pescaíto frito tan típico de Andalucía o las alitas de pollo). Por último, siguiendo con las explicaciones de Pardo Bazán, "fritanga" es un término algo despectivo que se refiere a un conjunto más o menos rudo de alimentos troceados pasados por la sartén con abundante aceite o grasa.[cita requerida]

## Tipos
- A la romana con harina y huevo (en este orden).
- Empanado con huevo y pan rallado (en este orden).
- En gabardina, con una pasta a base de harina y algún líquido gaseoso (cerveza, agua gaseosa, sifón, etcétera), o simplemente agua y bicarbonato sódico y donde hay tantas variantes como para enumerarlas, pero es la base del tempura japonés.
- A la manera del pescaíto frito solo con harina, aunque habitualmente es una harina de almorta.